# Акаши Кайкьо
„Акаши Кайкьо“ в Япония е висящ мост, който към 2020 г. има най-дългия главен отвор (разстояние между двете вертикални опори) от всеки окачени мостове в света – 1991 m.
Завършен е през 1998 г. Свързва град Кобе с остров Аваджи, като преминава над натоварения пролив Акаши.

## История
Преди мостът да бъде изграден, фериботи са извозвали пътниците през пролива Акаши. Опасният воден маршрут често е бил подложен на силни бури – през 1955 г. 2 ферибота потъват в такава буря и загиват 168 деца.
Последвалият шок и публично недоволство убеждават японското правителство да започне планове за изграждане на висящ мост над пролива. Първоначалният план е бил за смесен железопътен и автомобилен мост, но когато започва изграждането на моста през 1988 г., съоръжението е ограничено само до обикновен пътен мост с 6 платна за движение. Мостът е открит за движение на 5 април 1998 г. на церемония, организирана от принц Нарухито и съпругата му.

## Конструкция
Цялата дължина на моста е 3911 m. Състои се от 3 отсечки. Централната отсечка е дълга 1991 m, а всяка от другите 2 отсечки е по 960 m. Централната отсечка първоначално е била 1990 m, но голямото земетресение в Кобе на 17 януари 1995 г. размества колоните забележимо (към този момент само колоните са били построени) и това наложило тя да бъде удължена с 1 m.
Съоръжението е така проектирано и изградено, че да издържа ветрове до 286 km/h, земетресения с магнитуд до 8,5 по скалата на Рихтер и силни морски течения. Основните две носещи опори се издигат на над 298 m над морското равнище, мостът може да се удължава в резултат на нагряването до 2 m в рамките на деня. Стоманените въжета имат общо 300 000 km стоманена жица; всяко е с диаметър 112 cm и е усукано от 36 830 жици.

## Финанси
Общата стойност е оценявана на ¥500 милиарда (~US$3,6 милиарда към 1998 г.), като е изчислявана да бъде покрита от таксите за преминаване на моста. Таксата е ¥2300 (~£11, ~US$20) и се плаща от близо 23 000 превозни средства на ден.

## Паркове
В близост до моста са изградени 2 парка за туристи: в Майко (включващ малък музей) и в Асагири. Достъпни са с влак от брега.

## Снимки
- Изглед от водата
- През нощта
- Изглед от самолет
- Изглед от кулата
- Изглед от пътя